# Pierrick Bourgeat
Pierrick Bourgeat (Échirolles, 28 gennaio 1976) è un ex sciatore alpino francese.

## Biografia

### Stagioni 1995-2000
Sugli sci dall'età di tre anni, Bourgeat, attivo in gare FIS dal dicembre del 1994, esordì in Coppa Europa il 20 dicembre 1995 a Madonna di Campiglio in slalom speciale (27º) e in Coppa del Mondo il 21 gennaio 1996 a Veysonnaz nella medesima specialità, senza completare la prova; alla sua seconda gara nel massimo circuito internazionale, il 24 novembre successivo a Park City sempre in slalom speciale, ottenne i primi punti (26º).
Ai Mondiali di Sestriere 1997, sua prima presenza iridata, non completò lo slalom speciale; nella stagione seguente conquistò il primo podio in Coppa del Mondo, il 4 gennaio 1998 a Kranjska Gora in slalom speciale (2º), e ai XVIII Giochi olimpici invernali di Nagano 1998, sua prima presenza olimpica, si classificò 10º nello slalom speciale. Sempre nel 1998 conquistò la prima vittoria in Coppa del Mondo, il 22 novembre a Park City in slalom speciale, e ai successivi Mondiali di Vail/Beaver Creek 1999 non completò lo slalom speciale.

### Stagioni 2001-2006
Nel 2001 prese parte ai Mondiali di Sankt Anton am Arlberg, classificandosi 9º nello slalom speciale, e conquistò le ultime vittorie in Coppa del Mondo, il 17 e il 18 febbraio a Shigakōgen nella medesima specialità; l'anno dopo ai XIX Giochi olimpici invernali di Salt Lake City 2002 non completò lo slalom speciale.
Conquistò l'unico podio in Coppa Europa il 24 gennaio 2003 a Courchevel in slalom speciale (3º) e ai successivi Mondiali di Sankt Moritz 2003 si classificò 17º nello slalom speciale e 4º nella combinata. Nella rassegna iridata di Bormio/Santa Caterina Valfurva 2005 vinse la medaglia di bronzo nella gara a squadre, si piazzò 8º nella combinata e non completò lo slalom speciale, mentre ai XX Giochi olimpici invernali di Torino 2006, sua ultima presenza olimpica, fu 11º nello slalom speciale e 8º nella combinata.

### Stagioni 2007-2010
Conquistò l'ultimo podio in Coppa del Mondo il 20 dicembre 2006 a Reiteralm in supercombinata (3º) e ai successivi Mondiali di Åre 2007, sua ultima presenza iridata, non completò né lo slalom speciale né la supercombinata; prese per l'ultima volta il via in Coppa del Mondo il 16 gennaio 2009 a Wengen in supercombinata (27º).
Bourgeat fu vittima di alcuni infortuni durante la sua carriera, l'ultimo dei quali fu la frattura della gamba destra subita in allenamento l'11 novembre 2009; vista l'impossibilità di recuperare, nel settembre 2010 annunciò il proprio ritiro dall'attività agonistica. La sua ultima gara rimase così il supergigante di South American Cup disputato l'11 settembre 2009 a La Parva, chiuso da Bourgeat al 12º posto.

## Palmarès

### Mondiali
- 1 medaglia:
  - 1 bronzo (gara a squadre a Bormio/Santa Caterina Valfurva 2005)

### Coppa del Mondo
- Miglior piazzamento in classifica generale: 18º nel 1999
- 9 podi:
  - 3 vittorie
  - 4 secondi posti
  - 2 terzi posti

#### Coppa del Mondo - vittorie
| Data             | Località   | Paese       | Specialità |
| ---------------- | ---------- | ----------- | ---------- |
| 22 novembre 1998 | Park City  | Stati Uniti | SL         |
| 17 febbraio 2001 | Shigakōgen | Giappone    | SL         |
| 18 febbraio 2001 | Shigakōgen | Giappone    | SL         |

Legenda:

SL = slalom speciale

### Coppa Europa
- Miglior piazzamento in classifica generale: 107º nel 2003)
- 1 podio:
  - 1 terzo posto

### Nor-Am Cup
- Miglior piazzamento in classifica generale: 26º nel 2006
- 2 podi:
  - 1 vittoria
  - 1 secondo posto

#### Nor-Am Cup - vittorie
| Data             | Località | Paese       | Specialità |
| ---------------- | -------- | ----------- | ---------- |
| 1º dicembre 2005 | Keystone | Stati Uniti | SL         |

Legenda:

SL = slalom speciale

### Campionati francesi
- 3 medaglie[2]:
  - 2 argenti (slalom speciale nel 2006; slalom speciale nel 2007)
  - 1 bronzo (slalom speciale nel 2002)